# Kumrovec
Kumrovec är en ort i regionen Zagorje i norra Kroatien, 48 km nordväst om huvudstaden Zagreb. Staden har 1 845 invånare (2001) och ligger i Krapina-Zagorjes län. Orten är mest känd för att vara födelseort för det forna Jugoslaviens statschef Josip Broz, kallad Tito. 

## Kultur

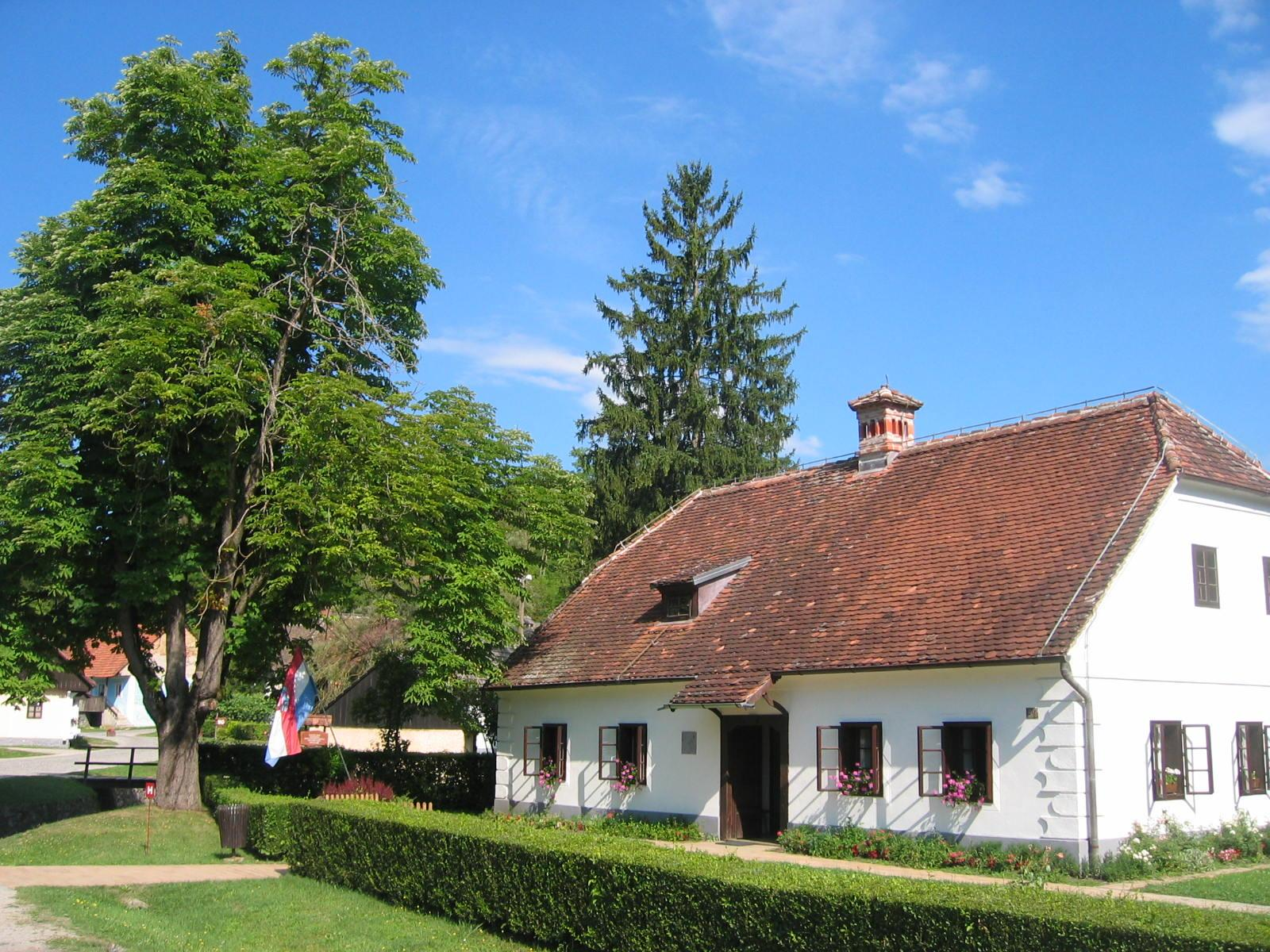
Titos födelsehus.

I Kumrovec finns det etnologiska museet Staro selo ("Gamla byn") med fyrtiotalet välbevarade hus från 1700- och 1800-talet. Museet är det främsta i sitt slag i Kroatien. Besökare har möjligheten att se permanenta etnologiska utställningar som speglar traktens byliv och traditioner. Josip Broz (Titos) födelsehus är en del av det etnografiska museet.

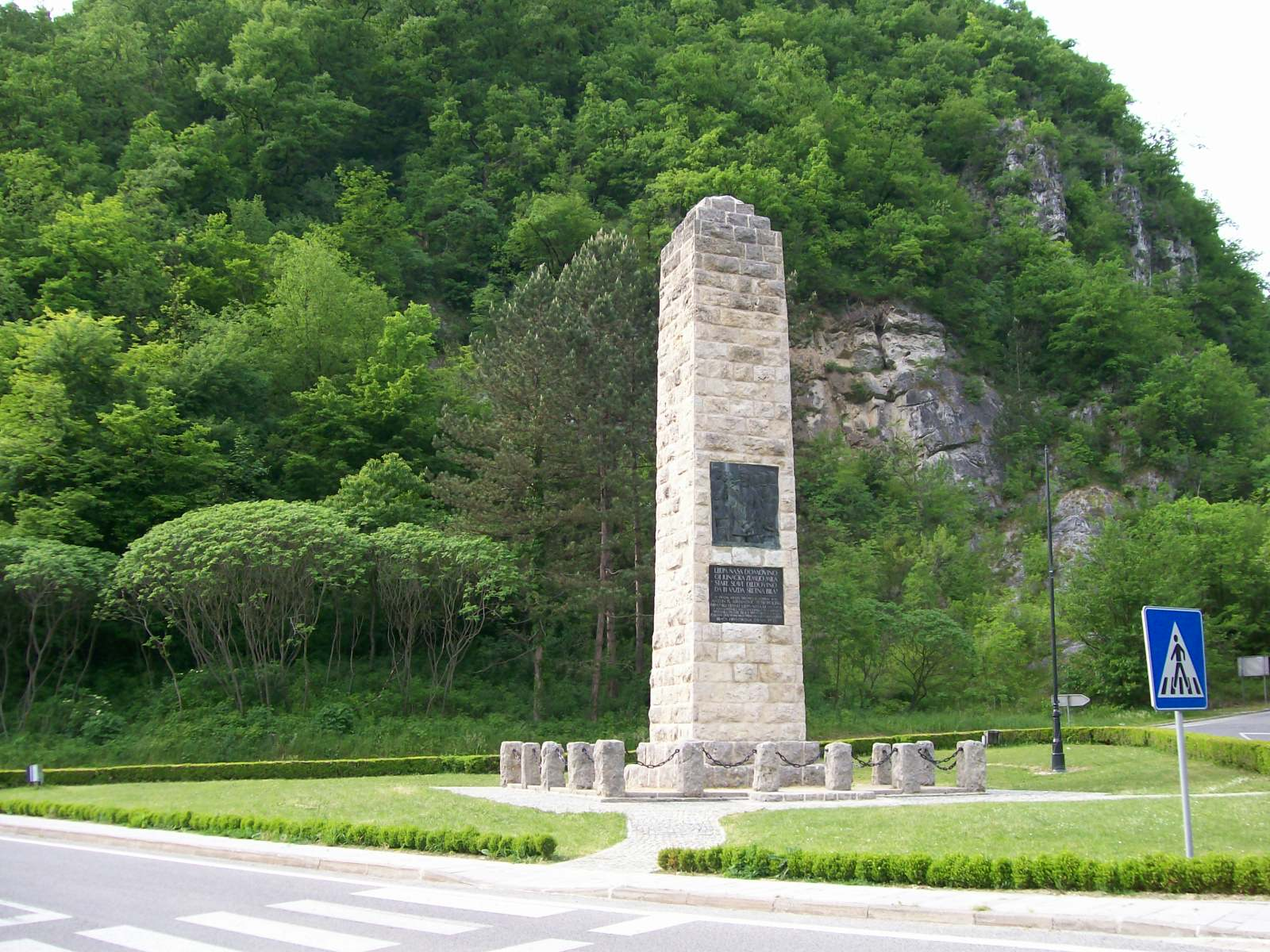
Minnesmärke tillägnat den kroatiska nationalsången.

Längs med vägen från Klanjec till Kumrovec, i närheten av floden Sutla, finns ett minnesmärke som är en hyllning till den kroatiska nationalsången Lijepa naša domovino. Minnesmärket, en högrest sten, uppfördes av Brödraskapet kroatiska drakens bröder den 24 november 1935 i samband med hymnens 100-årsjubileum och är en turistattraktion.